# Системи розробки вугільних пластів

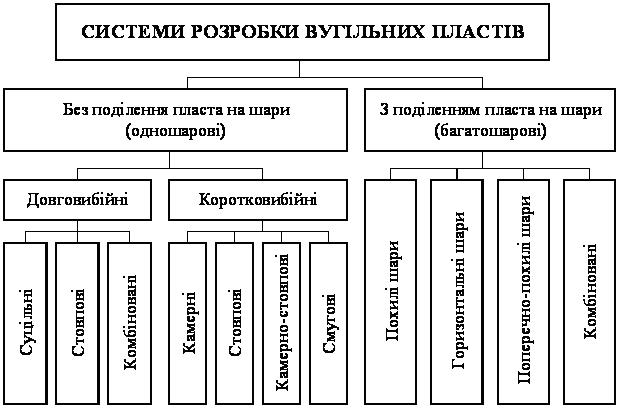
Спрощена класифікація систем розробки вугільних пластів.

Система розробки вугільних пластів — комплекс очисних і підготовчих виробок, що проводяться в певній послідовності в часі та просторі в межах виїмкового поля (ділянки).

## Загальний опис
Характерною особливістю ведення очисних робіт є постійне переміщення очисного вибою в просторі, внаслідок чого особливого значення набуває вчасне проведення виробок, що обслуговують цей вибій. У одному випадку виробки можуть проводитися до початку ведення очисних робіт, в іншому — одночасно з очисними роботами, в третьому — частину виробок проводять до початку відробки ділянки, а інші — під час ведення очисних робіт.
Встановлений для даних умов порядок ведення очисних і підготовчих робіт в часі та просторі називається системою розробки вугільного пласта.
Найважливішими вимогами, що ставляться до С.р.в.п., є безпека робіт, їх економічність, мінімальні втрати вугілля, забезпечення сталого та високого навантаження на очисні вибої. Основні фактори, що впливають на вибір системи розробки в конкретних умовах: товщина, кут падіння, форма залягання та будова вугільного пласта, властивості вугілля та бічних порід, газоносність, обводненість та порушеність родовища, здатність пласта до раптових викидів вугілля та газу, гірничих ударів, самозаймання, взаємне розташування пластів, міра їх зближення, глибина розробки, способи та засоби механізації очисних та підготовчих робіт. Різноманітність гірничо-геологічних умов залягання вугільних пластів, складний взаємозв'язок факторів, що впливають на вибір С.р.в.п., призвели до великого різноманіття варіантів та модифікацій систем розробки, що застосовуються на шахтах.

## Класифікація систем розробки вугільних пластів
Класифікація (рис.) передбачає виділення двох груп систем розробки — без розділення вугільних пластів на шари, тобто з вийманням корисної копалини одночасно на всю потужність пласта, і з розділенням на шари. До першої групи входять суцільні, стовпові, смугові та комбіновані системи розробки. В основу класифікації покладена ознака порядку ведення очисних і підготовчих робіт. Суцільна система розробки характеризується тим, що очисні і підготовчі роботи ведуться одночасно і не розділені в просторі. У стовпових системах, навпаки, ці роботи розділені за часом і в просторі. Для камерних систем характерно те, що очисна виробка з коротким вибоєм (камерою) виконує одночасно і роль виїмкової виробки, оскільки вона служить для транспортування вугілля та матеріалів, пересування людей і провітрювання вибою. Смугові системи відрізняються тим, що одна із виїмкових виробок, яка обслуговує очисний вибій, споруджується за вибоєм у виробленому просторі, прилягаючи до масиву вугілля і в межах потужності пласта чи товщині шару в шарових системах, а друга виробка, як правило, використовується повторно для транспорту чи вентиляції. Комбіновані системи розробки включають в себе комбінації ознак і елементів декількох систем.
Вибір доцільної С.р.в.п. у конкретних умовах здійснюється на засадах інженерного аналізу факторів, що впливають на процес розробки, техніко-економічних розрахунків та порівняння найбільш технічно та технологічно досконалих варіантів. Прийнята система розробки повинна забезпечувати в технічному відношенні високий ступінь механізації очисних і підготовчих робіт, комфортність та безпеку праці, високу міру видобутку запасів вугілля, охорону довкілля, а в економічному — мінімальні витрати на видобуток.